# Uta Rohländer
Uta Rohländer-Fromm (Merseburg, 30 giugno 1969) è un'ex velocista tedesca, specializzata nei 400 metri piani e campionessa mondiale ed europea della staffetta 4×400 metri.

## Palmarès
| Anno                                 | Manifestazione   | Sede       | Evento      | Risultato        | Prestazione | Note                                     |
| ------------------------------------ | ---------------- | ---------- | ----------- | ---------------- | ----------- | ---------------------------------------- |
| In rappresentanza della Germania Est |                  |            |             |                  |             |                                          |
| 1987                                 | Europei juniores | Birmingham | 400 m piani | Oro              | 52"46       |                                          |
| 1987                                 | Europei juniores | Birmingham | 4×400 m     | Oro              | 3'32"17     |                                          |
| In rappresentanza della Germania     |                  |            |             |                  |             |                                          |
| 1991                                 | Mondiali         | Tokyo      | 4×400 m     | Bronzo           | 3'21"25     |                                          |
| 1992                                 | Giochi olimpici  | Barcellona | 4×400 m     | 6ª               | 3'26"37     |                                          |
| 1994                                 | Europei          | Helsinki   | 400 m piani | Batteria         | 53"30       |                                          |
| 1994                                 | Europei          | Helsinki   | 4×400 m     | Bronzo           | 3'24"10     |                                          |
| 1995                                 | Mondiali         | Göteborg   | 400 m piani | Semifinale       | 51"99       |                                          |
| 1995                                 | Mondiali         | Göteborg   | 4×400 m     | 4ª               | 3'26"10     |                                          |
| 1995                                 | Universiadi      | Fukuoka    | 4×400 m     | 4ª               | 3'30"97     |                                          |
| 1996                                 | Giochi olimpici  | Atlanta    | 4×400 m     | Bronzo           | 3'21"14     |                                          |
| 1997                                 | Mondiali         | Atene      | 4×400 m     | Oro              | 3'20"92     | Miglior prestazione mondiale stagionale  |
| 1998                                 | Europei          | Budapest   | 400 m piani | 4ª               | 50"48       |                                          |
| 1998                                 | Europei          | Budapest   | 4×400 m     | Oro              | 3'23"03     |                                          |
| 1999                                 | Mondiali         | Siviglia   | 400 m piani | Quarti di finale | 51"45       |                                          |
| 1999                                 | Mondiali         | Siviglia   | 4×400 m     | Bronzo           | 3'22"43     | Miglior prestazione personale stagionale |

## Altre competizioni internazionali
1991
- Coppa Europa di atletica leggera ( Francoforte)

1994
- Coppa Europa di atletica leggera ( Birmingham)

1996
- Coppa Europa di atletica leggera ( Madrid)

1998
- Oro in Coppa del mondo ( Johannesburg), 4×400 m - 3'24"26